# Schol (vis)
De schol (Pleuronectes platessa) (in Vlaanderen gewoonlijk pladijs genoemd) is een platte ruitvormige vis die samen met onder andere de bot en schar tot de scholachtigen wordt gerekend, die op hun beurt deel uitmaken van de platvissen.

## Kenmerken
De huid van de schol is aan de rechterkant groenbruin en heeft oranje stippen. De ogen van de schol zitten aan de rechterkant. Aan de linkerkant (de blinde zijde) is de schol wit.

## Leefwijze
De schol voedt zich voornamelijk met borstelwormen, tweekleppige schelpdieren en kleine kreeftachtigen. De jonge schol zwemt rechtop in de eerste levensfase (larve). Na ongeveer zes weken ondergaat de schol een gedaanteverwisseling, waarbij een van de ogen naar de andere kant groeit en hij zich tot platvis ontwikkelt. De volwassen schol zwemt met een golvende beweging. Vooral de lange rugvin en aarsvin zorgen voor de voortbeweging.

## Verspreiding en leefgebied
De schol komt onder andere veel voor in de Atlantische Oceaan, de Noordzee, de Oostzee en het westelijke deel van de Middellandse Zee. De vis leeft vooral veel op de bodem van de zee en niet ver van de kust.

## Visserij
Op platvissen in het algemeen waaronder de schol wordt veel gevist. Een zeer belangrijk deel van de visvangst op de Noordzee bestaat uit die van schollen. Bij de vangst wordt veelal gebruikgemaakt van de boomkor.
In de Noordzee is de schol een aantal jaren overbevist. Door de International Council for the Exploration of the Sea wordt er al meer dan een eeuw onderzoek gedaan naar de scholvisserij in de Noordzee en daaruit blijkt dat er minder overbevissing plaatsvindt. Dit komt vooral door regels die opgelegd zijn door de Europese Unie. Een andere reden die ervoor gezorgd heeft dat er minder sprake is van overbevissing is dat de visserij duurzamer is geworden. Dit heeft ervoor gezorgd dat er de laatste jaren meer schol in de Noordzee zwemt dan de afgelopen 50 jaar.